# Mariliasuchus
Mariliasuchus (Crocodilo de Marília) foi um gênero de crocodilo pré-histórico terrestre que viveu durante o fim do período Cretáceo na região do município de Marília, estado de São Paulo. Os primeiros fósseis desse crocodilo foram descobertos em 1995 pelo paleontólogo William Nava, em rochas da formação Adamantina, há cerca de 10 km a sul de Marilia, no vale do Rio do Peixe. Este crocodilo possuía fortes dentes e uma forte mandíbula, e provavelmente se alimentava de peixes, moluscos, anfíbios, lagartos e carcaças, como também algum tipo de vegetação, como indicam seus dentes frontais. Era portanto, um animal onívoro. As espécies deste gênero mediam entre 1 a 1,2 metros de comprimento.
Foram descobertos dezenas de esqueletos articulados, além de ossos isolados e ovos fossilizados, indicando que o habitat onde viviam, era um local de nidificação da espécie.